# Lista dos vencedores do ECW World Television Championship

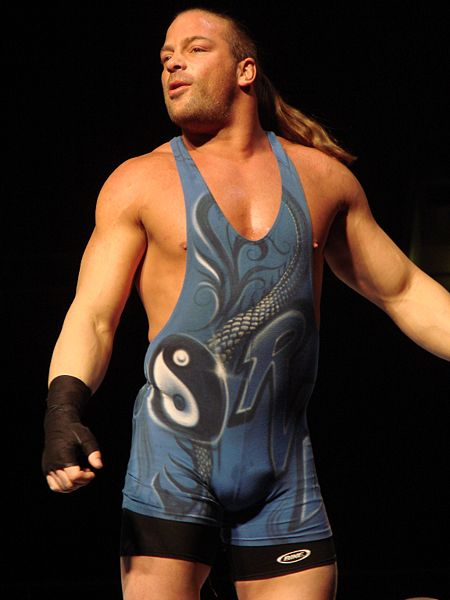
O campeão com reinado mais longo, Rob Van Dam.

O ECW World Television Championship foi um título de luta profissional televisivo, disputado na Extreme Championship Wrestling (ECW).
Originalmente, ECW era uma subsidiária da National Wrestling Alliance (NWA). O título foi criado para a ECW pela NWA, dona dos direitos do título, em 1992. ECW deixou a NWA em 1994, ganhando direito sob seus títulos. O título foi disputado até abril de 2001, quando a ECW foi à falência, sendo comprada pela World Wrestling Entertainment (WWE) na metade de 2003. Em maio de 2006, WWE adicionou a ECW como terceira divisão, as outras sendo Raw e SmackDown. O Campeonato Mundial dos Pesos-Pesados da ECW foi o único título da ECW a ser revivido pela WWE.
O título poderia ser apenas defendido em programas de televisão ou evento em pay-per-view. O primeiro campeão foi Johnny Hotbody, que derrotou Larry Winters em um evento não-televisionado em agosto de 1992. Rhino, que conquistou o título em setembro de 2000, foi o último campeão. 2 Cold Scorpio possui o maior número de reinados, com quatro. O reinado de Rob Van Dam entre 1998 e 2000 foi o mais longo da história, com 700 dias. Os reinados de 1994 de The Tazmaniac e 2 Cold Scorpio foram os mais curtos, com menos de um dia cada. Houve 31 reinados diferentes.

## História

### Reinados
| #  | Lutador          | Reinado | Data                   | Dias com o título | Local           | Evento | Notas                    | Ref. |
| -- | ---------------- | ------- | ---------------------- | ----------------- | --------------- | ------ | ------------------------ | --- |
| 1  | Johnny Hotbody   | 1       | 12 de agosto de 1992   | 31                | Filadélfia, PA  | —      | Evento não-televisionado | |
| —  | Vago             | —       | 12 de setembro de 1992 | 0                 | N/A             | N/A    | N/A                      | Hotbody lesionou seu tornozelo e, como resultado, ECW o forçou a abandonar o título.                           |
| 2  | Glen Osbourne    | 1       | 30 de setembro de 1992 | 145               | Filadélfia, PA  | —      | Evento não-televisionado | |
| —  | Vago             | —       | Fevereiro de 1993      | 0                 | N/A             | N/A    | N/A                      | ECW forçou Osbourne a deixar o título vago.                                                                    |
| 3  | Jimmy Snuka      | 1       | 12 de março de 1993    | 203               | Radnor, PA      | —      | Evento não-televisionado | |
| 4  | Terry Funk       | 1       | 1 de outubro de 1993   | 33                | Filadélfia, PA  | —      | NWA Bloodfest: Part 1    | |
| 5  | Sabu             | 1       | 13 de novembro de 1993 | 113               | Filadélfia, PA  | —      | November to Remember     | |
| 6  | The Tazmaniac    | 1       | 6 de março de 1994     | 0                 | Filadélfia, PA  | —      | Evento não-televisionado | |
| 7  | J.T. Smith       | 1       | 6 de março de 1994     | 41                | Filadélfia, PA  | —      | Evento não-televisionado | |
| 8  | The Pitbull      | 1       | 16 de abril de 1994    | 27                | Filadélfia, PA  | —      | Evento não-televisionado | |
| 9  | Mikey Whipwreck  | 1       | 13 de maio de 1994     | 92                | Filadélfia, PA  | —      | Evento não-televisionado | |
| 10 | Jason            | 1       | 13 de agosto de 1994   | 83                | Filadélfia, PA  | —      | Hardcore Heaven          | |
| 11 | 2 Cold Scorpio   | 1       | 4 de novembro de 1994  | 0                 | Hamburg, PA     | —      | Evento não-televisionado | |
| 12 | Dean Malenko     | 1       | 4 de novembro de 1994  | 134               | Hamburg, PA     | —      | Evento não-televisionado | |
| 13 | 2 Cold Scorpio   | 2       | 18 de março de 1995    | 21                | Filadélfia, PA  | —      | Evento não-televisionado | |
| 14 | Eddie Guerrero   | 1       | 8 de abril de 1995     | 104               | Filadélfia, PA  | —      | Three Way Dance          | |
| 15 | Dean Malenko     | 2       | 21 de julho de 1995    | 7                 | Tampa, FL       | —      | Evento não-televisionado | |
| 16 | Eddie Guerrero   | 2       | 28 de julho de 1995    | 28                | Middletown, NY  | —      | Evento não-televisionado | |
| 17 | 2 Cold Scorpio   | 3       | 25 de agosto de 1995   | 126               | Jim Thorpe, PA  | —      | Evento não-televisionado | |
| 18 | Mikey Whipwreck  | 2       | 29 de dezembro de 1995 | 7                 | New York, NY    | —      | Evento não-televisionado | O World Television Championship e o ECW World Tag Team Championship de Scorpio e The Sandman foram disputados. |
| 19 | 2 Cold Scorpio   | 4       | 5 de janeiro de 1996   | 127               | Filadélfia, PA  | —      | House Party              | |
| 20 | Shane Douglas    | 1       | 11 de maio de 1996     | 21                | Filadélfia, PA  | —      | A Matter of Respect      | |
| 21 | Pitbull #2       | 1       | 1 de junho de 1996     | 21                | Filadélfia, PA  | —      | Fight the Power          | |
| 22 | Chris Jericho    | 1       | 22 de junho de 1996    | 21                | Filadélfia, PA  | —      | Hardcore Heaven          | |
| 23 | Shane Douglas    | 2       | 13 de julho de 1996    | 329               | Filadélfia, PA  | 30     | Heat Wave                | |
| 24 | Tazz             | 2       | 7 de junho de 1997     | 267               | Filadélfia, PA  | 43     | Wrestlepalooza           | |
| 25 | Bam Bam Bigelow  | 1       | 1 de março de 1998     | 34                | Asbury Park, NJ | 5      | Living Dangerously       | |
| 26 | Rob Van Dam      | 1       | 4 de abril de 1998     | 700               | Buffalo, NY     | 121    | Evento não-televisionado | Mais longo reinado da história.                                                                                |
| —  | Vago             | —       | 4 de março de 2000     | 0                 | N/A             | N/A    | N/A                      | Van Dam se lesionou e, como resultado, The Network o forçou a abandonar o título.                              |
| 27 | Super Crazy      | 1       | 12 de março de 2000    | 27                | Danbury, CT     | 8      | Living Dangerously       | |
| 28 | Yoshihiro Tajiri | 1       | 8 de abril de 2000     | 14                | Buffalo, NY     | 1      | ECW on TNN               | |
| 29 | Rhino            | 1       | 22 de abril de 2000    | 126               | Filadélfia, PA  | 11     | CyberSlam                | |
| 30 | Kid Kash         | 1       | 26 de agosto de 2000   | 14                | New York, NY    | 2      | ECW on TNN               | |
| 31 | Rhino            | 2       | 9 de setembro de 2000  | 214               | Mississauga, ON | 10     | ECW on TNN               | |

### Lista de reinados combinados
| Posição | Lutador          | # de reinados | Dias combinados |
| ------- | ---------------- | ------------- | --------------- |
| 1.      | Rob Van Dam      | 1             | 700             |
| 2.      | Shane Douglas    | 2             | 350             |
| 3.      | Rhino            | 2             | 340             |
| 4.      | 2 Cold Scorpio   | 4             | 275             |
| 5.      | Taz              | 2             | 267             |
| 6.      | Jimmy Snuka      | 1             | 203             |
| 7.      | Dean Malenko     | 2             | 141             |
| 8.      | Eddie Guerrero   | 2             | 132             |
| 9.      | Sabu             | 1             | 113             |
| 10.     | Mikey Whipwreck  | 2             | 99              |
| 11.     | Jason            | 1             | 83              |
| 12.     | Terry Funk       | 1             | 43              |
| 13.     | J.T. Smith       | 1             | 41              |
| 14.     | Bam Bam Bigelow  | 1             | 34              |
| 15.     | Johnny Hotbody   | 1             | 31              |
| 16.     | The Pitbull      | 1             | 27              |
| 16.     | Super Crazy      | 1             | 27              |
| 17.     | Pitbull #2       | 1             | 21              |
| 17.     | Chris Jericho    | 1             | 21              |
| 18.     | Yoshihiro Tajiri | 1             | 14              |
| 18.     | Kid Kash         | 1             | 14              |